# Shori Hamada
Shori Hamada –en japonés, 浜田尚里, Hamada Shori– (Kirishima, 25 de septiembre de 1990) es una deportista japonesa que compite en judo.
Participó en los Juegos Olímpicos de Tokio 2020, obteniendo dos medallas, oro en la categoría de –78 kg y plata en el equipo mixto. Ganó dos medallas en el Campeonato Mundial de Judo, oro en 2018 y plata en 2019, y una medalla de oro en el Campeonato Asiático de Judo de 2017.

## Palmarés internacional
| Juegos Olímpicos    | Juegos Olímpicos  | Juegos Olímpicos | Juegos Olímpicos |
| Año                 | Lugar             | Medalla          | Categoría        |
| ------------------- | ----------------- | ---------------- | ---------------- |
| 2020                | Tokio (Japón)     | Medalla de oro   | –78 kg           |
| 2020                | Tokio (Japón)     | Medalla de plata | Equipo mixto     |
| Campeonato Mundial  |                   |                  |                  |
| Año                 | Lugar             | Medalla          | Categoría        |
| 2018                | Bakú (Azerbaiyán) | Medalla de oro   | –78 kg           |
| 2019                | Tokio (Japón)     | Medalla de plata | –78 kg           |
| Campeonato Asiático |                   |                  |                  |
| Año                 | Lugar             | Medalla          | Categoría        |
| 2017                | Hong Kong (China) | Medalla de oro   | –78 kg           |